# Parafia Nawiedzenia Najświętszej Maryi Panny w Baryczce
Parafia Nawiedzenia Najświętszej Maryi Panny w Baryczce – parafia rzymskokatolicka znajdująca się w diecezji rzeszowskiej w dekanacie Czudec. 

## Historia
W 1979 roku podjęto decyzję o budowie kościoła w Baryczce. Kościół parafialny wybudowano w latach 1979–1984. 25 czerwca 1983 roku została erygowana parafia pw. Nawiedzenia Najświętszej Maryi Panny z wydzielonego terytorium parafii św. Mikołaja w Połomi. 30 maja 1984 roku kościół został poświęcony przez ks. bpa Stefana Moskwę, sufragana przemyskiego.

## Proboszczowie
- ks. Stanisław Kaszowski (1983–1990)
- ks. Henryk Markowski (1990–2002)
- ks. Jerzy Gajda (2002–2020)
- ks. Marek Mijal (2020–nadal)